# Uma (genre)
Pour les articles homonymes, voir Uma.
Genre
Uma est un genre de sauriens de la famille des Phrynosomatidae.

## Répartition
Les espèces de ce genre se rencontrent dans le sud-ouest des États-Unis et au Mexique.

## Liste des espèces
Selon The Reptile Database (26 février 2012) :
- Uma exsul Schmidt & Bogert, 1947
- Uma inornata Cope, 1895
- Uma notata Baird, 1858
- Uma paraphygas Williams, Chrapliwy & Smith, 1959
- Uma rufopunctata Cope, 1895
- Uma scoparia Cope, 1894

## Publication originale
- Baird, 1859 "1858" : Description of new genera and species of North American lizards in the museum of the Smithsonian Institution. Proceedings of the Academy of Natural Sciences of Philadelphia, vol. 10, p. 253-256 (texte intégral).